# Lev Uhlíř
Lev Uhlíř (7. srpna 1897 Horní Jelení – 21. září 1947 Medonosy u Mělníka) byl český koncertní a operní pěvec, spisovatel, básník, dramatik a publicista.

## Život

### Mládí
Narodil se v Horním Jelení poblíž Holic ve východních Čechách. Po absolvování gymnázia ve Vysokém Mýtě a Právnické fakulty Karlo-Ferdinandovy univerzity vstoupil do služeb Hypoteční banky v Praze. Posléze studoval zpěv u Emila Buriana a později u Rafaela Graniho v italském Miláně, následně se pak začal zpěvem zabývat profesionálně.  

### Kariéra
Jako koncertní pěvec je znám ze svých vystoupení v Praze i mimo ni: hostoval též v bratislavské a olomoucké opeře, spolupracoval také s pražským rozhlasovým Radiojournalem. Ve 20. letech 20. století byl ředitelem chrámových pěveckých koncertů v kostele sv. Mikuláše na Malé Straně v Praze, na kterých byla prováděna stěžejní církevní hudební díla. 
Věnoval se také básnické, prozaické i dramatické tvorbě. Působil též jako organizátor a jednatel Hudební komise Ústřední školy dělnické a svými hudebně literárními články přispíval do různých revuí a deníků. Rovněž vykonával funkci hudebního referenta deníku Večerní České Slovo.   

### Úmrtí
Lev Uhlíř zemřel 21. září 1947 v Medonosích u Mělníka ve věku 50 let. Pohřben byl v hrobce nedaleko hlavní brány Vinohradského hřbitova. Spolu s ním byl v hrobě uložen také pěvec Váša Chmel, jehož busta zdobí náhrobek.

## Dílo

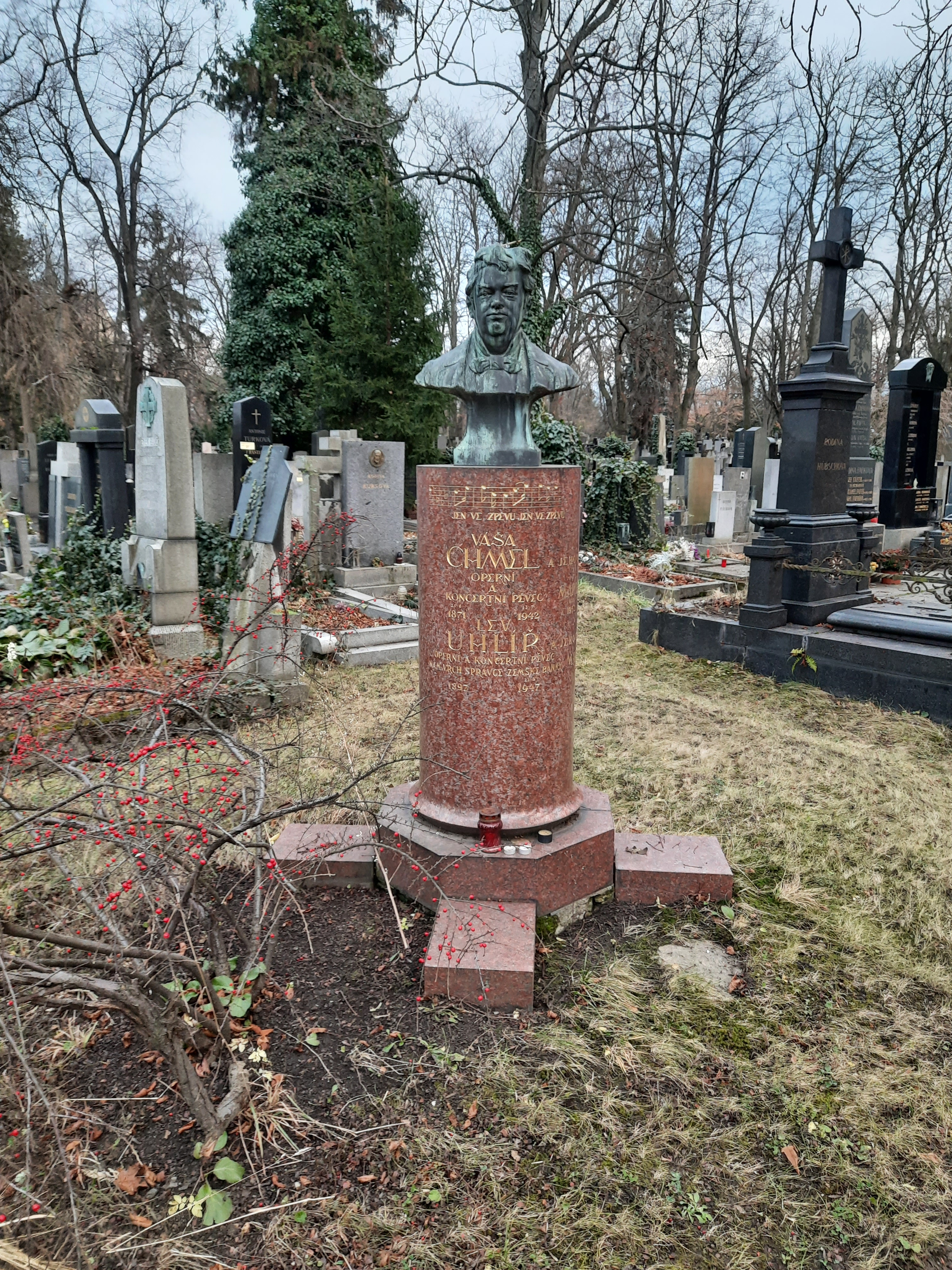
Hrob Váši Chmela a Lva Uhlíře na Vinohradském hřbitově

- Životní kacířství a víra (sbírka poezie)
- Signály a ozvěny (soubor kratších próz, 1926)
- Stavební družstvo (celovečerní veselohra)
- Komedianti (jednoaktová divadelní hra)